# Derebczyn
Derebczyn (ukr. Деребчин) – wieś na Ukrainie, w obwodzie winnickim, w rejonie szarogrodzkim, nad rzeką Derebczynką, dopływem Suchej. Według spisu z 2001 roku populacja wynosiła 2201 osób.
Pierwsza pisemna wzmianka o Derebczynie pochodzi z 1648 r. W 1877 r. posiadacz ziemski baron Ernest Mahs zbudował tu fabrykę cukru, która działała do roku 2000.
W Derebczynie urodzili się m.in.:
- Zbigniew Pronaszko (1885) – polski malarz, rzeźbiarz, scenograf
- Andrzej Pronaszko (1888) – malarz, scenograf, pedagog
- Mieczysław Wierzejski (1892, poległ 8 czerwca 1920 pod Głębokiem) – polski działacz niepodległościowy, podporucznik piechoty Armii Imperium Rosyjskiego i porucznik piechoty Wojska Polskiego.
- Witold Kazimierz Wierzejewski (1882) – inżynier mechanik i wykładowca Politechniki Warszawskiej.